# Larentia fasciarial
Larentia fasciarial är en fjärilsart som beskrevs av Weyenbergh 1864. Larentia fasciarial ingår i släktet Larentia och familjen mätare. Inga underarter finns listade i Catalogue of Life.